# NGC 2267
NGC 2267 je galaksija u zviježđu Velikom psu.

## Vanjske poveznice
- SEDS: NGC 2267